# Irina Pavlovna Paley
Irina Pavlovna Paley (in russo Ирина Павловна Палей; Parigi, 21 dicembre 1903 – Parigi, 15 novembre 1990) è stata una principessa russa.

## Biografia

### Infanzia

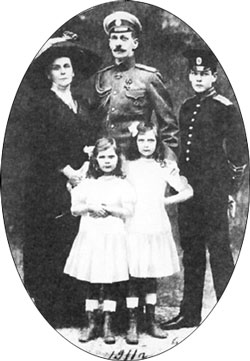
Il granduca Pavel con la seconda famiglia: la principessa Paley e i tre figli Vladimir, Natalia e Irina

Irina era figlia del granduca Pavel Aleksandrovič Romanov (1860-1919) e della sua seconda moglie, la signorina Ol'ga Valerianovna Karnovic, nominata in seguito Contessa di Hohenfelsen e Principessa di Paley. I suoi nonni paterni erano lo zar Alessandro II di Russia (1818-1881) e la zarina Marija Aleksandrovna, nata Maria Massimiliana d'Assia-Darmstadt (1824-1880).
Aveva due fratelli maggiori, nati dal primo matrimonio del padre: Marija Pavlovna Romanova e Dmitrij Pavlovič Romanov; un altro fratello maggiore Vladimir Pavlovič Paley e, infine, una sorella minore Natalia Pavlovna Paley.
Visse durante i primi anni della sua vita nella città di Parigi, in quanto ai suoi genitori non era permesso vivere in Russia, poiché la loro unione non era stata approvata dallo zar Nicola II. Solo in seguito la corte imperiale regolarizzò il matrimonio morganatico del granduca, e nel 1915 lo zar concesse ad Ol'ga e alla sua prole il titolo di principe Paley, con il trattamento di Altezza.

### Rivoluzione bolscevica
A seguito della Rivoluzione russa del 1917, il granduca Pavel venne posto agli arresti domiciliari dal nuovo governo. Irina avrebbe poi ricordato la passeggiata che egli fece con lei e sua sorella Natalia nel loro giardino parlando di cosa il suo matrimonio aveva significato per lui:
Poco tempo prima infatti il fratello di Irina, Vladimir era stato arrestato ed esiliato prima a Ekaterinburg e poi ad Alapaevsk, e poco dopo lo stesso sarebbe capitato al granduca Pavel, detenuto nella Fortezza di San Pietro e San Paolo. Irina fu costretta ad abitare in casa di amici: ella, con sua madre, cercò con ogni mezzo di salvare i suoi congiunti ma il fratello fu ucciso dai bolscevichi nel 1918, mentre il padre venne fucilato nel 1919. Con la madre e la sorella fuggirono a Parigi.

### Matrimonio
Nel 1923 contrasse matrimonio con il cugino e granduca Fëdor Aleksandrovič Romanov (1898-1968), figlio del granduca Aleksandr Michajlovič Romanov (1866-1933) e della granduchessa Ksenija Aleksandrovna Romanova (1875-1960). Dalla loro unione, terminata con un divorzio nel 1936 nacquero due figli.
Si ritiene che, l'ultima figlia, anche se nata prima del divorzio di Irina e Fëdor, quest'ultimo non ne sia il padre, dal momento che in quel periodo Irina aveva già iniziato la sua relazione con il conte Hubert de Monbrison (1892-1981), che poi sposò nel 1950.

## Discendenza
La principessa Irina e il granduca Fëdor Aleksandrovič Romanov ebbero:
- Principe Michail Fëdorovič Romanov (Parigi, 4 maggio 1924 - 22 settembre 2008): sposò nel 1958 Helga Staufenberger da cui divorziò nel 1992 per risposarsi due anni dopo con Maria de las Mercedes Ustrell-Cabani (1960 - viv.).
- Principessa Irene Fëdorovna Romanova (Fontenay, 7 maggio 1934 - viv.): sposò Andre Jena Pelle nel 1955 divorziandone nel 1959; sposò nel 1962 Victor-Marcel Soulas, da cui ha divorziato.

## Ascendenza
|                                |  |                                  | Genitori                              |  |  | Nonni |  |  | Bisnonni              |  |  | Trisnonni             |  |
|                                |  |                                  |                                       |  |  |       |  |  | 8. Nicola I di Russia |  |  | 16. Paolo I di Russia |  |
|                                |  |                                  |                                       |  |  |       |  |  | 8. Nicola I di Russia |  |  | 16. Paolo I di Russia |  |
|                                |  | 17. Sofia Dorotea di Württemberg |                                       |  |  |       |  |  | 8. Nicola I di Russia |  |  |                       |  |
| 4. Alessandro II di Russia     |  |                                  |                                       |  |  |       |  |  | 8. Nicola I di Russia |  |  |                       |  |
|                                |  | 9. Carlotta di Prussia           | 18. Federico Guglielmo III di Prussia |  |  |       |  |  |                       |  |  |                       |  |
|                                |  | 9. Carlotta di Prussia           | 18. Federico Guglielmo III di Prussia |  |  |       |  |  |                       |  |  |                       |  |
|                                |  | 9. Carlotta di Prussia           | 19. Luisa di Meclemburgo-Strelitz     |  |  |       |  |  |                       |  |  |                       |  |
| 2. Pavel Aleksandrovič Romanov |  | 9. Carlotta di Prussia           |                                       |  |  |       |  |  |                       |  |  |                       |  |
|                                |  | 10. Luigi II d'Assia             | 20. Luigi I d'Assia                   |  |  |       |  |  |                       |  |  |                       |  |
|                                |  | 10. Luigi II d'Assia             | 20. Luigi I d'Assia                   |  |  |       |  |  |                       |  |  |                       |  |
|                                |  | 10. Luigi II d'Assia             | 21. Luisa d'Assia-Darmstadt           |  |  |       |  |  |                       |  |  |                       |  |
| 5. Maria d'Assia-Darmstadt     |  | 10. Luigi II d'Assia             |                                       |  |  |       |  |  |                       |  |  |                       |  |
|                                |  | 11. Guglielmina di Baden         | 22. Carlo Luigi di Baden              |  |  |       |  |  |                       |  |  |                       |  |
|                                |  | 11. Guglielmina di Baden         | 22. Carlo Luigi di Baden              |  |  |       |  |  |                       |  |  |                       |  |
|                                |  | 11. Guglielmina di Baden         | 23. Amalia d'Assia-Darmstadt          |  |  |       |  |  |                       |  |  |                       |  |
| 1. Irina Pavlovna Palej_       |  | 11. Guglielmina di Baden         |                                       |  |  |       |  |  |                       |  |  |                       |  |
|                                |  |                                  |                                       |  |  |       |  |  |                       |  |  |                       |  |
|                                |  |                                  |                                       |  |  |       |  |  |                       |  |  |                       |  |
|                                |  |                                  |                                       |  |  |       |  |  |                       |  |  |                       |  |
| Valerian Karnovič              |  |                                  |                                       |  |  |       |  |  |                       |  |  |                       |  |
|                                |  |                                  |                                       |  |  |       |  |  |                       |  |  |                       |  |
|                                |  |                                  |                                       |  |  |       |  |  |                       |  |  |                       |  |
|                                |  |                                  |                                       |  |  |       |  |  |                       |  |  |                       |  |
| 3. Ol'ga Valerianovna Paley    |  |                                  |                                       |  |  |       |  |  |                       |  |  |                       |  |
|                                |  | …                                | …                                     |  |  |       |  |  |                       |  |  |                       |  |
|                                |  | …                                | …                                     |  |  |       |  |  |                       |  |  |                       |  |
|                                |  | …                                | …                                     |  |  |       |  |  |                       |  |  |                       |  |
| Ol'ga Vasil'evna Meszaros      |  | …                                |                                       |  |  |       |  |  |                       |  |  |                       |  |
|                                |  | …                                | …                                     |  |  |       |  |  |                       |  |  |                       |  |
|                                |  | …                                | …                                     |  |  |       |  |  |                       |  |  |                       |  |
|                                |  | …                                | …                                     |  |  |       |  |  |                       |  |  |                       |  |
|                                |  | …                                |                                       |  |  |       |  |  |                       |  |  |                       |  |